# Игра жизни
«Игра жизни» (англ. Da Game of Life) — короткометражный фильм, в главной роли которого снимался бывший артист лейбла No Limit Records, рэпер Snoop Dogg.
Продюсером фильма стал Master P, фильм был выпущен компанией No Limit Films. В фильме также снялся артист с того же лейбла C-Murder. Фильм имел огромный успех для No Limit Records и для No Limit Films.

## Сюжет
Главный герой рассказывает свою историю за кадром. Свои первые деньги он зарабатывает на собачьих бегах. Затем вместе со своим двоюродным братом Мани он занялся букмекерским бизнесом, вместе они играли в турецкий баскетбол. Smooth становится крупным игроком в Лас-Вегасе.

## Роли
- Snoop Dogg — Smooth
- C-Murder — Money
- Yuri Brown — Peaches
- Jimmy Keller — Jasper
- Lou Charloff — Don Cottafavi
- WC — Bar Patron
- Крис Миллс — баскетболист